# Clássico Rio-Fast
Rio-Fast é o confronto entre Fast Clube e Rio Negro, um embate clássico do futebol amazonense, disputado desde 1930, sendo hoje o terceiro confronto mais disputado e também o terceiro em número absoluto de público no futebol baré.

## História
Como surgiu de uma cisão no Nacional, em 1930, o Fast Clube já despontava como uma força no futebol amazonense, e por este motivo, encontrou no Rio Negro um grande rival, pois o clube alvinegro era também uma das grandes forças daquela década. O primeiro encontro registrado entre as duas equipes ocorreu em 12 de Outubro de 1930, no Parque Amazonense, onde o tricolor venceu por 2 a 1 e com isso ficou de posse da "Taça Silvio Franco".
O Fast Clube ingressou no estadual em 1932, e em seus primeiros 10 anos participando, teria sido vice-campeão pelo menos 5 vezes, pelo menos 2 vezes esbarrando no time barriga-preta. Tirando os pontos corridos, os clubes fizeram uma final de estadual, em 1938, quando o Rio Negro acabou campeão. O dois, junto ao Nacional, formam o "trio de ferro" histórico do futebol amazonense. O Rio Negro tem mais títulos estaduais, mas o Fast Clube é o mais regular, sendo o 2º colocado no Ranking local.

## Torcida
No passado, uma pesquisa feita por um periódico de Manaus apontou que o Rio Negro possuía a segunda maior torcida no Amazonas, e o Fast Clube a terceira, com 22,5% e 7% respectivamente. A torcida tricolor se fazia mais presente nos clássicos, e os confrontos com o Rio Negro, assim como os contra o Nacional, só perdiam para o Clássico Rio-Nal em público.

## Curiosidades
- O confronto entre Fast Clube e Rio Negro é o terceiro mais disputado no futebol do Amazonas, depois de Nacional x Rio Negro e Nacional x Fast Clube. Estima-se que tenham se enfrentado entre 250 e 300 vezes.
- Durante a fase profissional, o clássico não chegou a decidir um campeonato em final direta, mas fez parte de muitos triangulares que já eram "casados" justamente para que se repetissem. Em 1976 chegou a acontecer 8 confrontos, 3 vitórias do Galo, 3 empates e 3 vitórias do Tricolor.
- Um desses triangulares ocorreu em 1965, com Fast Clube e Rio Negro ao lado do Nacional na primeira decisão da fase profissional envolvendo os considerados três grandes de Manaus, após cada um ganhar um turno.

## Estatísticas
Neste levantamento estão contados jogos do Campeonato Amazonense de Futebol, pelo Campeonato Brasileiro de Futebol(Séries A, B e C), pelo Torneio Norte-Nordeste. Também foram incluídos jogos válidos por torneios com chancela da FAF.
| Estatísticas                |     |
| Número de jogos             | 171 |
| Vitórias do Rio Negro       | 68  |
| Vitórias do Fast Clube      | 62  |
| Empates                     | 41  |
| Número de gols              | 409 |
| Gols feitos pelo Rio Negro  | 204 |
| Gols feitos pelo Fast Clube | 205 |

Jogos por torneios interestaduais
- 25 de Outubro de 1970 - Fast Clube 3x1 Rio Negro - Parque Amazonense (11.273 pagantes)

Essa partida valeu pelo Torneio Norte-Nordeste de 1970 e também pelo estadual. Foi o "jogo do título" do estadual de 70, onde o Rio Negro era o único que ainda poderia tirar o título do tricolor, caso vencesse, mas acabou derrotado.
- 24 de Outubro de 1979 - Fast Clube 3x1 Rio Negro - Estádio Vivaldo Lima

A única edição do clássico disputada pelo Campeonato Brasileiro de Futebol. Ambos vinham em fraca campanha e o confronto acabou não sendo tão atrativo como deveria ser.
Houve ainda 5 confrontos por outras divisões, sendo 1 pela Série B de 1980, 2 pela Série C de 1995 e 2 pela Série C de 2006, sendo 5 vitórias do time "barriga-preta" que marcou 8 gols e sofreu 3.

### Decisões
Não era raro os dois clubes chegarem a decisão de um campeonato, principalmente nos antigos triângulos finais ao lado do Nacional, estiveram juntos entre os três melhores por 8 oportunidades no profissionalismo, sendo que por 25 anos seguidos um ou outro estavam entre os dois melhores do Amazonas (Fast em 9 e Rio Negro em 16 oportunidades).
- 2 de Maio de 1943 - Rio Negro 2x0 Fast Clube - Final do Torneio Início de 1943(Rio Negro campeão)
- 14 de Junho de 1964 - Rio Negro 0x0(3x0p) Fast Clube - Final do Torneio Início de 1964(Rio Negro campeão)
- 1º de Maio de 1965 - Rio Negro 1x4 Fast Clube - Final da Taça Amazonas de 1965
- 9 de Maio de 1965 - Rio Negro 2x2 Fast Clube - Final da Taça Amazonas de 1965
- 16 de Maio de 1965 - Rio Negro 2x1 Fast Clube - Final da Taça Amazonas de 1965
- 22 de Maio de 1965 - Rio Negro 0x1 Fast Clube - Final da Taça Amazonas de 1965(Fast Clube campeão)
- 31 de Janeiro de 1966 - Rio Negro 1x0 Fast Clube - Triangular Final do Campeonato de 1965
- 29 de Abril de 1976 - Rio Negro 0x0 Fast Clube - Triangular Final do 1º Turno (e também Copa Amazonas de Futebol) do Campeonato de 1976
- 28 de Julho de 1976 - Rio Negro 1x2 Fast Clube - Triangular Final do 2º Turno do Campeonato de 1976
- 5 de Agosto de 1976 - Rio Negro 0x0 Fast Clube - Triangular Final do Campeonato de 1976
- 18 de Agosto de 1976 - Rio Negro 1x0 Fast Clube - Super do Campeonato de 1976
- 23 de Maio de 1979 - Rio Negro 1x0 Fast Clube - Triangular Final do 1º Turno do Campeonato de 1979
- 25 de Julho de 1979 - Rio Negro 1x1 Fast Clube - Triangular Final do 2º Turno do Campeonato de 1979
- 9 de Setembro de 1979 - Rio Negro 2x1 Fast Clube - Triangular Final do 3º Turno do Campeonato de 1979
- 16 de Setembro de 1979 - Rio Negro 2x1 Fast Clube - Triangular Final do Campeonato de 1979
- 12 de Outubro de 1980 - Rio Negro 0x0 Fast Clube - Triangular Final do 2º Turno do Campeonato de 1980
- 12 de Novembro de 1980 - Rio Negro 0x1 Fast Clube - Triangular Final do 3º Turno do Campeonato de 1980
- 27 de Novembro de 1980 - Rio Negro 1x0 Fast Clube - Triangular Final do Campeonato de 1980
- 25 de Março de 2006 - Rio Negro 3x5 Fast Clube - Semifinal do 2º Turno do Campeonato de 2006
- 28 de Abril de 2012 - Rio Negro 0x0 Fast Clube - Semifinal do 2º Turno do Campeonato de 2012
- 5 de Maio de 2012 - Rio Negro 0x0(1x3p) Fast Clube - Semifinal do 2º Turno do Campeonato de 2012
- 19 de Outubro de 2016 - Rio Negro 1x2 Fast Clube - Semifinal do Campeonato de 2016
- 9 de Março de 2017 - Rio Negro 0x0(0x2p) Fast Clube - Final do Torneio Início de 2017 (Fast Clube campeão)
- 25 de Fevereiro de 2018 - Rio Negro 1x4 Fast Clube - Semifinal da (Taça Estado do Amazonas) do Campeonato de 2018

Maiores goleadas
- 1ª - 11 de Abril de 2015 - Rio Negro 1x8 Fast Clube
- 2ª - 24 de Maio de 2015 - Rio Negro 0x7 Fast Clube
- 3ª - 10 de Setembro de 1961 - Rio Negro 5x1 Fast Clube

Períodos de invencibilidade
- Rio Negro - 16J 10V 06E - 13 de Julho de 1986 a 10 de Maio de 1995(8 anos)
- Fast Clube - 13J 09V 04E - 3 de Fevereiro de 2008 a 15 de Outubro de 2016(8 anos)

### Última partida
Em 2019 o Rio Negro foi rebaixado, voltando à Primeira Divisão só em 2023, ano que o Fast Clube acabou pedindo licenciamento, com isso, já são 5 anos sem enfrentamentos, sendo o 2º maior período na história.
| 17 de março de 2019, 15:00 Campeonato Amazonense | Fast Clube | 1-1 | Rio Negro | Arena da Amazônia, Manaus |
|                                                  |            |     |           | Público: 1,272            |